# Aphaenogaster megommata
Aphaenogaster megommata is een mierensoort uit de onderfamilie van de Myrmicinae. De wetenschappelijke naam van de soort is voor het eerst geldig gepubliceerd in 1963 door Smith, M.R..